# Komplementation
Komplementation oder Komplementierung (Wortbildung zu Komplement im Sinne von Ergänzung) bezeichnet in der Genetik die funktionelle Ergänzung zweier rezessiver Mutationen verschiedener Gene in der Weise, dass deren sichtbarer Effekt im Phänotyp sich aufhebt. Durch Komplementation können auch genetisch bedingte Defekte phänotypisch ausgeglichen werden, wenn auf Ebene der jeweils codierten Proteine Funktionalität hergestellt wird, während die Mutation auf DNS-Ebene erhalten bleibt. Im Experiment liefert die Komplementation eine Aussage über das Verhältnis zweier Genorte zueinander:
Mit Hilfe des sogenannten Komplementationstests kann versucht werden festzustellen, ob zwei sich ähnelnde mutante Phänotypen durch eine Mutation in demselben Gen verursacht werden oder nicht. 
Ein in einem Merkmal mutanter rezessiv vererbter Phänotyp kann in einem diploiden Organismus entweder durch das Vorliegen von mutierten Allelen ein und desselben Gens (gleicher Ort) verursacht sein, oder aber durch Mutationen an verschiedenen Loci. Liegen die Mutationen a und b an demselben Genort, so zeigt ein beide Mutationen tragender diploider, heterozygoter Organismus (der also ein a-Allel und ein b-Allel aufweist, Genotyp „ab“) den mutanten Phänotyp. Es besteht auch die Möglichkeit, dass es sich bei den Allelen um ein und dieselbe Mutation handelt (zwei gleiche a- oder b-Allele, Genotyp „aa“ oder „bb“). Ein (heterozygoter diploider) Organismus kann hingegen mit dem natürlicherweise auftretenden (wildtypischen) Phänotyp erscheinen, wenn die Mutationen a und b an verschiedenen Genorten liegen (zum Beispiel Genotyp AaBb). In diesem Fall komplementieren (ergänzen) sich die wildtypischen Allele (A und B) funktionell durch ihre Restaktivitäten.

## Belege
1. ↑  Komplementation – Eintrag im DWDS, dort: „Ausgleich von Schäden im Erbgut durch Kombination von Genomen“.
2. ↑  Eintrag Komplementation im (von Gerhard Wahrig begonnenem) Fremdwörterbuch, bei Wissen.de; dort: „Einfügen eines Gens in eine mutierte Zelle zum Ausgleich von Erbschäden; Sy Komplementierung (2) [→ Komplement]“.
3. ↑  Komplementation – Eintrag im Großen Wörterbuch der deutschen Sprache, bei Wissen.de; dort: „Ausgleich erblich bedingter Schäden durch Ergänzung des Genoms“.